# Campionati europei di nuoto 2010 - 100 metri stile libero maschili
Le qualifiche per la semifinale si sono svolte la mattina del 12 agosto 2010, mentre la semifinale si è svolta la sera dello stesso giorno. La finale si è svolta, invece, la sera del 13 agosto 2010.

## Medaglie
| Posizione | Atleta          | Paese   |
| --------- | --------------- | ------- |
| Oro       | Alain Bernard   | Francia |
| Argento   | Evgeny Lagunov  | Russia  |
| Bronzo    | William Meynard | Francia |

## Record
Prima della manifestazione il record del mondo (RM), il record europeo (EU) e il record dei campionati (RC) erano i seguenti.
| Record mondiale       | 46"91 | César Cielo Filho Brasile | 30 luglio 2009 Roma, Italia          |
| Record europeo        | 46"94 | Alain Bernard Francia     | 23 aprile 2009 Montpellier, Francia  |
| Record dei campionati | 47"50 | Alain Bernard Francia     | 22 marzo 2008 Eindhoven, Paesi Bassi |

Durante la competizione non sono stati migliorati record.

## Risultati batterie
Sono ammessi in semifinale solo due atleti per nazione.
| Pos. | Atleta                       | Nazionalità          | Tempo       | Batteria    | Corsia      | Note        |
| ---- | ---------------------------- | -------------------- | ----------- | ----------- | ----------- | ----------- |
| 1    | Evgeny Lagunov               | Russia               | 48.50       | 8           | 3           |             |
| 2    | Andrey Grechin               | Russia               | 48.59       | 9           | 5           |             |
| 3    | Alain Bernard                | Francia              | 48.86       | 9           | 4           |             |
| 4    | William Meynard              | Francia              | 48.88       | 8           | 4           |             |
| 5    | Sebastiaan Verschuren        | Paesi Bassi          | 48.91       | 9           | 3           |             |
| 6    | Stefan Nystrand              | Svezia               | 48.92       | 9           | 1           |             |
| 7    | Nikita Lobintsev             | Russia               | 48.93       | 7           | 3           |             |
| 8    | Luca Dotto                   | Italia               | 48.98       | 9           | 2           |             |
| 9    | Daniil Izotov                | Russia               | 49.16       | 8           | 5           |             |
| 10   | Filippo Magnini              | Italia               | 49.17       | 7           | 6           |             |
| 11   | Martin Verner                | Rep. Ceca            | 49.41       | 8           | 8           |             |
| 12   | Marco Orsi                   | Italia               | 49.42       | 9           | 6           |             |
| 13   | Markus Deibler               | Germania             | 49.43       | 8           | 6           |             |
| 14   | Simon Burnett                | Regno Unito          | 49.45       | 8           | 2           |             |
| 15   | Jonas Persson                | Svezia               | 49.57       | 5           | 6           |             |
| 16   | Luca Leonardi                | Italia               | 49.65       | 7           | 2           |             |
| 17   | Dominik Kozma                | Ungheria             | 49.79       | 9           | 8           |             |
| 18   | Krisztián Takács             | Ungheria             | 49.91       | 7           | 8           |             |
| 18   | Grant Turner                 | Regno Unito          | 49.91       | 9           | 7           |             |
| 20   | Yoris Grandjean              | Belgio               | 49.97       | 6           | 6           |             |
| 21   | Petter Stymne                | Svezia               | 50.01       | 5           | 1           |             |
| 21   | Alexei Puninski              | Croazia              | 50.02       | 8           | 1           |             |
| 23   | Jakob Andkjær                | Danimarca            | 50.12       | 8           | 7           |             |
| 24   | Balazs Makany                | Ungheria             | 50.17       | 6           | 8           |             |
| 25   | Paulius Viktoravicius        | Lituania             | 50.19       | 5           | 8           |             |
| 25   | Norbert Trandafir            | Romania              | 50.19       | 6           | 1           |             |
| 27   | Glenn Surgeloose             | Belgio               | 50.23       | 6           | 4           |             |
| 28   | Alexandre Escudier Agostinho | Portogallo           | 50.28       | 6           | 5           |             |
| 29   | Robin Andreasson             | Svezia               | 50.35       | 6           | 3           |             |
| 29   | Ross Devenport               | Regno Unito          | 50.35       | 7           | 7           |             |
| 31   | Radovan Siljevski            | Serbia               | 50.44       | 4           | 1           |             |
| 31   | Mindaugas Sadauskas          | Lituania             | 50.44       | 5           | 5           |             |
| 33   | Dmitry Cherkasov             | Azerbaigian          | 50.45       | 1           | 4           |             |
| 34   | Ioannis Kalargaris           | Grecia               | 50.49       | 6           | 7           |             |
| 35   | Lukasz Gasior                | Polonia              | 50.51       | 5           | 2           |             |
| 36   | Alexandre Bakhtiarov         | Cipro                | 50.62       | 3           | 2           |             |
| 37   | Michal Rubacek               | Rep. Ceca            | 50.66       | 3           | 4           |             |
| 38   | Martin Spitzer               | Austria              | 50.77       | 4           | 5           |             |
| 39   | Mario Delac                  | Croazia              | 50.79       | 5           | 7           |             |
| 40   | Daniel Skaaning              | Danimarca            | 50.87       | 4           | 6           |             |
| 41   | Ensar Hajder                 | Bosnia ed Erzegovina | 50.92       | 1           | 2           |             |
| 42   | Andrei Tuomola               | Finlandia            | 51.12       | 2           | 6           |             |
| 43   | Yuriy Yegoshin               | Ucraina              | 51.13       | 5           | 3           |             |
| 44   | Ryan Harrison                | Irlanda              | 51.16       | 3           | 3           |             |
| 45   | Alexandr Bashlakov           | Bielorussia          | 51.17       | 6           | 2           |             |
| 46   | Boris Stojanovic             | Serbia               | 51.21       | 4           | 3           |             |
| 47   | Barry Murphy                 | Irlanda              | 51.23       | 3           | 5           |             |
| 48   | Apostolos Tsagkarakis        | Grecia               | 51.27       | 4           | 4           |             |
| 49   | Vitaly Baryshok              | Ucraina              | 51.31       | 4           | 7           |             |
| 50   | Ari-Pekka Liukkonen          | Finlandia            | 51.35       | 4           | 8           |             |
| 51   | Jani Rusi                    | Finlandia            | 51.49       | 2           | 4           |             |
| 52   | Matyas Keresztes             | Ungheria             | 51.59       | 4           | 2           |             |
| 53   | Jean Francois Schneiders     | Lussemburgo          | 51.61       | 3           | 6           |             |
| 54   | Vladimir Sidorkin            | Estonia              | 51.69       | 1           | 6           |             |
| 55   | Ante Zoricic                 | Croazia              | 51.75       | 2           | 5           |             |
| 56   | Kaan Tayla                   | Turchia              | 51.98       | 2           | 8           |             |
| 57   | Aleksandăr Nikolov           | Bulgaria             | 52.09       | 3           | 1           |             |
| 58   | Giedrius Andriunaitis        | Lituania             | 52.10       | 3           | 7           |             |
| 59   | Danil Haustov                | Estonia              | 52.77       | 2           | 3           |             |
| 60   | Nikola Simić                 | Serbia               | 52.83       | 3           | 8           |             |
| 61   | Arnel Dudic                  | Bosnia ed Erzegovina | 54.32       | 2           | 2           |             |
| 62   | Pauli O. Mohr                | Fær Øer              | 54.43       | 2           | 7           |             |
| 63   | Nenad Simic                  | Bosnia ed Erzegovina | 1:56.81     | 2           | 8           |             |
| 64   | Mario Silkja                 | Albania              | 1:56.98     | 2           | 5           |             |
|      | Andrey Ilin                  | Azerbaigian          | non partito | non partito | non partito | non partito |
|      | Markus Rogan                 | Austria              | non partito | non partito | non partito | non partito |
|      | Dominik Meichtry             | Svizzera             | non partito | non partito | non partito | non partito |
|      | Paul Biedermann              | Germania             | non partito | non partito | non partito | non partito |
|      | Steffen Diebler              | Germania             | non partito | non partito | non partito | non partito |

## Semifinali
| Pos. | Atleta                | Nazionalità | Batteria | Corsia | Tempo | Note |
| ---- | --------------------- | ----------- | -------- | ------ | ----- | ---- |
| 1    | Evgeny Lagunov        | Russia      | 2        | 4      | 48.38 |      |
| 2    | Alain Bernard         | Francia     | 2        | 5      | 48.71 |      |
| 3    | Andrey Grechin        | Russia      | 1        | 4      | 48.72 |      |
| 3    | Sebastiaan Verschuren | Paesi Bassi | 2        | 3      | 48.72 |      |
| 5    | William Meynard       | Francia     | 1        | 5      | 48.82 |      |
| 6    | Luca Dotto            | Italia      | 2        | 6      | 48.94 |      |
| 7    | Filippo Magnini       | Italia      | 1        | 6      | 48.97 |      |
| 8    | Stefan Nystrand       | Svezia      | 1        | 3      | 49.14 |      |
| 9    | Simon Burnett         | Regno Unito | 2        | 7      | 49.16 |      |
| 10   | Dominik Kozma         | Ungheria    | 2        | 1      | 49.25 |      |
| 11   | Markus Deibler        | Germania    | 1        | 2      | 49.31 |      |
| 12   | Martin Verner         | Rep. Ceca   | 2        | 2      | 49.48 |      |
| 13   | Jonas Persson         | Svezia      | 1        | 7      | 49.61 |      |
| 14   | Grant Turner          | Regno Unito | 2        | 8      | 49.63 |      |
| 15   | Krisztián Takács      | Ungheria    | 1        | 1      | 49.69 |      |
| 16   | Yoris Grandjean       | Belgio      | 1        | 8      | 49.79 |      |

## Finale
| Pos. | Atleta                | Nazionalità | Corsia | Tempo | Note |
| ---- | --------------------- | ----------- | ------ | ----- | ---- |
|      | Alain Bernard         | Francia     | 5      | 48.49 |      |
|      | Evgeny Lagunov        | Russia      | 4      | 48.52 |      |
|      | William Meynard       | Francia     | 2      | 48.56 |      |
| 4    | Filippo Magnini       | Italia      | 1      | 48.67 |      |
| 5    | Andrey Grechin        | Russia      | 3      | 48.69 |      |
| 6    | Sebastiaan Verschuren | Paesi Bassi | 6      | 48.82 |      |
| 6    | Stefan Nystrand       | Svezia      | 8      | 48.82 |      |
| 8    | Luca Dotto            | Italia      | 7      | 49.05 |      |